# 2000年夏季残疾人奥林匹克运动会斯洛伐克代表团
2000年夏季残疾人奥林匹克运动会斯洛伐克代表团是斯洛伐克派出的2000年夏季残疾人奥林匹克运动会代表团。获得3枚金牌、5枚银牌和5枚铜牌。